# Wereldkampioenschappen atletiek 1987 – marathon
Het IAAF wereldkampioenschap van 1987 werd in Rome gehouden. De mannen liepen op 6 september 1987 en de vrouwen op 29 augustus 1987.

## Uitslagen

### Mannen
| rang   | naam               | land | tijd    |
| ------ | ------------------ | ---- | ------- |
| Goud   | Douglas Wakiihuri  | KEN  | 2:11.48 |
| Zilver | Ahmed Salah        | DJI  | 2:12.30 |
| Brons  | Gelindo Bordin     | ITA  | 2:12.40 |
| 4      | Steve Moneghetti   | AUS  | 2:12.49 |
| 5      | Hugh Jones         | GBR  | 2:12.54 |
| 6      | Juma Ikangaa       | TAN  | 2:13.43 |
| 7      | Orlando Pizzolato  | ITA  | 2:14.03 |
| 8      | Ravil Kashapov     | URS  | 2:14.41 |
| 9      | Henrik Jørgensen   | DEN  | 2:14.58 |
| 10     | Dirk Vanderherten  | BEL  | 2:16.42 |
| 11     | Yakov Tolstikov    | URS  | 2:16.55 |
| 12     | Martin Vrabel      | TCH  | 2:16.58 |
| 13     | Salvatore Bettiol  | ITA  | 2:17.45 |
| 14     | Mirko Vindis       | YUG  | 2:18.09 |
| 15     | Tefera Guta        | ETH  | 2:18.27 |
| 16     | Vicente Anton      | ESP  | 2:19.00 |
| 17     | Herbert Steffny    | FRG  | 2:19.24 |
| 18     | Honorato Hernandez | ESP  | 2:20.00 |
| 19     | Michael Spöttel    | FRG  | 2:20.43 |
| 20     | Graham Macky       | NZL  | 2:20.43 |
| 21     | Don Janicki        | USA  | 2:20.46 |
| 22     | Masayuki Nishi     | JPN  | 2:20.51 |
| 23     | Eloi Schleder      | BRA  | 2:21.03 |
| 24     | Marti ten Kate     | NED  | 2:22.21 |
| 25     | Kingston Mills     | IRL  | 2:22.52 |

### Vrouwen
| rang   | naam                   | land | tijd    |
| ------ | ---------------------- | ---- | ------- |
| Goud   | Rosa Mota              | POR  | 2:25.17 |
| Zilver | Zoja Ivanova           | URS  | 2:32.38 |
| Brons  | Jocelyne Villeton      | FRA  | 2:32.53 |
| 4      | Bente Moe              | NOR  | 2:33.21 |
| 5      | Yelena Tsukhlo         | URS  | 2:33.55 |
| 6      | Yekaterina Khramenkova | URS  | 2:34.23 |
| 7      | Nancy Ditz             | USA  | 2:34.54 |
| 8      | Sinikla Keskitalo      | FIN  | 2:35.16 |
| 9      | Karolina Szabo         | HUN  | 2:36.18 |
| 10     | Miyuki Yamashita       | JPN  | 2:36.55 |
| 11     | Angir Pain-Hulley      | GBR  | 2:38.12 |
| 12     | Antonella Bizioli      | ITA  | 2:38.52 |
| 13     | Mercedes Calleja       | ESP  | 2:38.58 |
| 14     | Uta Pippig             | GDR  | 2:39.30 |
| 15     | Agnes Pardaens         | BEL  | 2:39.52 |
| 16     | Odette Lapierre        | CAN  | 2:40.20 |
| 17     | Paula Fudge            | GBR  | 2:42.42 |
| 18     | Genoveva Eichenmann    | SUI  | 2:43.07 |
| 19     | Maria-luisa Irizar     | ESP  | 2:43.54 |
| 20     | Emma Scaunich          | ITA  | 2:44.32 |
| 21     | Evy Palm               | SWE  | 2:44.41 |
| 22     | Véronique Marot        | GBR  | 2:45.02 |
| 23     | Gabriela Wolf          | FRG  | 2:45.13 |
| 24     | Christine Kennedy      | IRL  | 2:45.47 |
| 25     | Hazel Stewart          | NZL  | 2:48.41 |

Helsinki 1983 ·
Rome 1987 ·
Tokio 1991 ·
Stuttgart 1993 ·
Göteborg 1995 ·
Athene 1997 ·
Sevilla 1999 ·
Edmonton 2001 ·
Parijs 2003 ·
Helsinki 2005 ·
Osaka 2007 ·
Berlijn 2009 ·
Daegu 2011 ·
Moskou 2013 ·
Peking 2015 ·
Londen 2017 ·
Doha 2019·
Eugene 2022